# شرم (فیلم ۲۰۱۱)
شرم فیلم بریتانیایی در سبک درام روان‌شناختی و اروتیک به کارگردانی استیو مک‌کوئین محصول سال ۲۰۱۱ است.
فاکس سرچ‌لایت پیکچرز حدود ۴۰۰ هزار دلار برای بدست آوردن حق پخش این فیلم در آمریکا پرداخت. فیلم در ۲ دسامبر ۲۰۱۱ به‌طور محدود در آمریکا نمایش داده شد.

## داستان فیلم
برندون مرد جوانی است که به تنهایی در شهر نیویورک زندگی می‌کند. برندون یک کارمند ساده است و زندگی خوبی دارد اما در پس این زندگی مدرنیته به ظاهر آرام مشکلات زیادی وجود دارد. برندون از اختلال جنسی رنج می‌برد و معتاد به روابط جنسی است. شهوت برندان چنان در گوشت و پوست او نفوذ کرده که تقریباً تمامی امور زندگیش را مختل کرده‌است. در حالی که اوضاع روز به روز خطرناک تر می‌شود خواهر برندون که سیسی نام دارد و در زندگیش شکست خورده برای زندگی به نزد او می‌آید. حالا برندون باید بین خواهرش و راز تاریکش یکی را انتخاب کند و این در حالی است که رابطه او با سیسی یک رابطه خواهر و برادری ساده نیست…

## بازیگران
- مایکل فاسبندر در نقش برندون سالیوان
- کری مولیگان در نقش سیسی سالیوان
- نیکول بهاری در نقش ماریان

## تولید
استیو مک‌کوئین که در سال ۲۰۰۸ با یان کانینگ تهیه‌کننده فیلم گرسنگی کار کرده‌بود، با انتخاب مایکل فاسبندر که اولین و تنها انتخاب او برای نقش اول فیلم شرم بود، ساخت فیلم را آغاز کرد.

## درجه‌بندی
فیلم شرم بخاطر وجود صحنه‌های واضح و زننده جنسی درجه NC-17 دریافت کرد؛ بدین معنی که افراد کمتر از هفده سال به هیچ وجه قادر به تماشای آن در سالن‌ها سینما نبودند.

### فیلم‌برداری
فیلم‌برداری طبق برنامه قرار بود از ژانویه ۲۰۱۱ در نیویورک آغاز شود. فاسبندر بعداً در مصاحبه‌ای گفت صحنه‌های مربوط به او از اوایل مارس فیلم‌برداری شدند.
فیلمبرداری، اواخر مه برای برداشت دوباره و پس از تولید تمام شد.

### نامزدی و جایزه‌ها
| تاریخ جشنواره   | جایزه                                                   | بخش                                                        | نامزد(ها)                                                                           | نتیجه     |
| --------------- | ------------------------------------------------------- | ---------------------------------------------------------- | ----------------------------------------------------------------------------------- | --------- |
| ۲۰۱۱            | جشنواره فیلم اروپایی سویل                               | بهترین هنرپیشه مرد                                         | مایکل فاسبندر                                                                       | برنده     |
| ۲۰۱۱            | جشنواره فیلم اروپایی سویل                               | Golden Giraldillo for Best Director                        | استیو مک‌کوئین                                                                       | برنده     |
| ۱۰ سپتامبر ۲۰۱۱ | جشنواره فیلم ونیز                                       | CinemAvvenire Award for Best Film                          | امیل شرمن، یان کانینگ                                                               | برنده     |
| ۱۰ سپتامبر ۲۰۱۱ | جشنواره فیلم ونیز                                       | FIPRESCI Prize for Best Film                               | امیل شرمن، یان کانینگ                                                               | برنده     |
| ۱۰ سپتامبر ۲۰۱۱ | جشنواره فیلم ونیز                                       | Golden Lion for Best Film                                  | استیو مک‌کوئین                                                                       | نامزدشده  |
| ۱۰ سپتامبر ۲۰۱۱ | جشنواره فیلم ونیز                                       | Volpi Cup for Best Actor                                   | مایکل فاسبندر                                                                       | برنده     |
| ۳۰ نوامبر ۲۰۱۱  | New York Film Critics Circle Awards                     | Best Actor                                                 | مایکل فاسبندر                                                                       | مقام دوم  |
| ۳۰ نوامبر ۲۰۱۱  | New York Film Critics Circle Awards                     | Best Supporting Actress                                    | کری مولیگان                                                                         | مقام دوم  |
| ۱ دسامبر ۲۰۱۱   | National Board of Review Awards                         | Spotlight Award                                            | Michael Fassbender (Also for یک روش خطرناک, Jane Eyre, and X-Men: First Class)      | برنده     |
| ۴ دسامبر ۲۰۱۱   | British Independent Film Awards                         | Best British Independent Film                              | امیل شرمن، یان کانینگ                                                               | نامزدشده  |
| ۴ دسامبر ۲۰۱۱   | British Independent Film Awards                         | Best Director                                              | استیو مک‌کوئین                                                                       | نامزدشده  |
| ۴ دسامبر ۲۰۱۱   | British Independent Film Awards                         | Best Screenplay                                            | استیو مک‌کوئین، ابی مورگان                                                           | نامزدشده  |
| ۴ دسامبر ۲۰۱۱   | British Independent Film Awards                         | Best Performance by an Actor in a British Independent Film | مایکل فاسبندر                                                                       | برنده     |
| ۴ دسامبر ۲۰۱۱   | British Independent Film Awards                         | Best Supporting Actress                                    | کری مولیگان                                                                         | نامزدشده  |
| ۴ دسامبر ۲۰۱۱   | British Independent Film Awards                         | Best Technical Achievement – Editing                       | جو واکر                                                                             | نامزدشده  |
| ۴ دسامبر ۲۰۱۱   | British Independent Film Awards                         | Best Technical Achievement – Cinematography                | شان روبیت                                                                           | نامزدشده  |
| ۵ دسامبر ۲۰۱۱   | Washington D.C. Area Film Critics Association Awards    | Best Actor                                                 | مایکل فاسبندر                                                                       | نامزدشده  |
| ۵ دسامبر ۲۰۱۱   | Washington D.C. Area Film Critics Association Awards    | Best Supporting Actress                                    | کری مولیگان                                                                         | نامزدشده  |
| ۱۱ دسامبر ۲۰۱۱  | Los Angeles Film Critics Association Awards             | Best Actor                                                 | Michael Fassbender (Also for A Dangerous Method, Jane Eyre, and X-Men: First Class) | برنده     |
| ۱۲ دسامبر ۲۰۱۱  | African-American Film Critics Association Awards        | Best Picture                                               | امیل شرمن، یان کانینگ                                                               | مقام پنجم |
| ۱۲ دسامبر ۲۰۱۱  | African-American Film Critics Association Awards        | Best Director                                              | استیو مک‌کوئین                                                                       | برنده     |
| ۱۲ دسامبر ۲۰۱۱  | San Diego Film Critics Society Awards                   | Best Supporting Actress                                    | کری مولیگان                                                                         | نامزدشده  |
| ۱۴ دسامبر ۲۰۱۱  | Houston Film Critics Society Awards                     | بهترین هنرپیشه مرد                                         | مایکل فاسبندر                                                                       | برنده     |
| ۱۴ دسامبر ۲۰۱۱  | Houston Film Critics Society Awards                     | بهترین آهنگ                                                | هری اسکات                                                                           | نامزدشده  |
| ۱۶ دسامبر ۲۰۱۱  | Detroit Film Critics Society Awards                     | بهترین هنرپیشه مرد                                         | مایکل فاسبندر                                                                       | برنده     |
| ۱۶ دسامبر ۲۰۱۱  | Detroit Film Critics Society Awards                     | بهترین هنرپیشه زن مکمل                                     | کری مولیگان                                                                         | برنده     |
| ۱۶ دسامبر ۲۰۱۱  | Dallas-Fort Worth Film Critics Association Awards       | Top 10 Films of the Year                                   | امیل شرمن، یان کانینگ                                                               | مقام نهم  |
| ۱۶ دسامبر ۲۰۱۱  | Dallas-Fort Worth Film Critics Association Awards       | بهترین هنرپیشه مرد                                         | مایکل فاسبندر                                                                       | مقام سوم  |
| ۱۶ دسامبر ۲۰۱۱  | Dallas-Fort Worth Film Critics Association Awards       | بهترین هنرپیشه زن مکمل                                     | کری مولیگان                                                                         | مقام پنجم |
| ۱۸ دسامبر ۲۰۱۱  | جایزه ستلایت                                            | Best Film – Drama                                          | امیل شرمن، یان کانینگ                                                               | نامزدشده  |
| ۱۸ دسامبر ۲۰۱۱  | جایزه ستلایت                                            | Best Director                                              | استیو مک‌کوئین                                                                       | نامزدشده  |
| ۱۸ دسامبر ۲۰۱۱  | جایزه ستلایت                                            | Best Original Screenplay                                   | استیو مک‌کوئین، ابی مورگان                                                           | نامزدشده  |
| ۱۸ دسامبر ۲۰۱۱  | جایزه ستلایت                                            | Best Actor – Motion Picture Drama                          | مایکل فاسبندر                                                                       | نامزدشده  |
| ۱۸ دسامبر ۲۰۱۱  | جایزه ستلایت                                            | Best Supporting Actress – Motion Picture                   | کری مولیگان                                                                         | نامزدشده  |
| ۱۸ دسامبر ۲۰۱۱  | جایزه ستلایت                                            | Best Editing                                               | جو واکر                                                                             | نامزدشده  |
| ۱۹ دسامبر ۲۰۱۱  | Florida Film Critics Awards                             | بهترین هنرپیشه مرد                                         | مایکل فاسبندر                                                                       | برنده     |
| ۱۹ دسامبر ۲۰۱۱  | St. Louis Gateway Film Critics Association Awards       | Best Actor                                                 | مایکل فاسبندر                                                                       | نامزدشده  |
| ۱۹ دسامبر ۲۰۱۱  | Chicago Film Critics Association Awards                 | بهترین هنرپیشه مرد                                         | مایکل فاسبندر                                                                       | نامزدشده  |
| ۱۹ دسامبر ۲۰۱۱  | Chicago Film Critics Association Awards                 | بهترین هنرپیشه زن مکمل                                     | کری مولیگان                                                                         | نامزدشده  |
| ۲۷ دسامبر ۲۰۱۱  | Phoenix Film Critics Society Awards                     | Best Actor                                                 | مایکل فاسبندر                                                                       | نامزدشده  |
| ۲ ژانویه ۲۰۱۲   | Online Film Critics Society Awards                      | Best Actor                                                 | مایکل فاسبندر                                                                       | برنده     |
| ۲ ژانویه ۲۰۱۲   | Online Film Critics Society Awards                      | Best Supporting Actress                                    | کری مولیگان                                                                         | نامزدشده  |
| ۵ ژانویه ۲۰۱۲   | Central Ohio Film Critics Association Awards            | بهترین هنرپیشه مرد                                         | مایکل فاسبندر                                                                       | نامزدشده  |
| ۵ ژانویه ۲۰۱۲   | Central Ohio Film Critics Association Awards            | بهترین هنرپیشه زن مکمل                                     | کری مولیگان                                                                         | نامزدشده  |
| ۵ ژانویه ۲۰۱۲   | Central Ohio Film Critics Association Awards            | Actor of the Year                                          | Michael Fassbender (Also for A Dangerous Method, Jane Eyre, and X-Men: First Class) | نامزدشده  |
| ۹ ژانویه ۲۰۱۲   | Alliance of Women Film Journalists Awards               | بهترین هنرپیشه مرد                                         | مایکل فاسبندر                                                                       | برنده     |
| ۹ ژانویه ۲۰۱۲   | Denver Film Critics Society Awards                      | بهترین هنرپیشه مرد                                         | مایکل فاسبندر                                                                       | نامزدشده  |
| ۱۰ ژانویه ۲۰۱۲  | Vancouver Film Critics Circle Awards                    | Best Actor                                                 | مایکل فاسبندر                                                                       | برنده     |
| ۱۲ ژانویه ۲۰۱۲  | Broadcast Film Critics Association Awards               | Best Actor                                                 | مایکل فاسبندر                                                                       | نامزدشده  |
| ۱۲ ژانویه ۲۰۱۲  | Broadcast Film Critics Association Awards               | Best Supporting Actress                                    | کری مولیگان                                                                         | نامزدشده  |
| ۱۵ ژانویه ۲۰۱۲  | Golden Globe Awards                                     | Best Actor – Motion Picture Drama                          | مایکل فاسبندر                                                                       | نامزدشده  |
| ۱۹ ژانویه ۲۰۱۲  | London Film Critics' Circle Awards                      | British Film of the Year                                   | امیل شرمن، یان کانینگ                                                               | نامزدشده  |
| ۱۹ ژانویه ۲۰۱۲  | London Film Critics' Circle Awards                      | Actor of the Year                                          | مایکل فاسبندر                                                                       | نامزدشده  |
| ۱۹ ژانویه ۲۰۱۲  | London Film Critics' Circle Awards                      | British Actor of the Year                                  | Michael Fassbender (Also for A Dangerous Method)                                    | برنده     |
| ۱۹ ژانویه ۲۰۱۲  | London Film Critics' Circle Awards                      | هنرپیشه زن بریتانیایی سال                                  | Carey Mulligan (Also for Drive)                                                     | نامزدشده  |
| ۲۷ ژانویه ۲۰۱۲  | Australian Academy of Cinema and Television Arts Awards | Best Actor                                                 | مایکل فاسبندر                                                                       | نامزدشده  |
| ۲ فوریه ۲۰۱۲    | Richard Attenborough Regional Film Awards               | بهترین هنرپیشه مرد                                         | مایکل فاسبندر                                                                       | برنده     |
| ۶ فوریه ۲۰۱۲    | Evening Standard British Film Awards                    | Best Film                                                  | استیو مک‌کوئین                                                                       | نامزدشده  |
| ۶ فوریه ۲۰۱۲    | Evening Standard British Film Awards                    | بهترین هنرپیشه مرد                                         | Michael Fassbender (Also for Jane Eyre)                                             | برنده     |
| ۶ فوریه ۲۰۱۲    | Evening Standard British Film Awards                    | بهترین هنرپیشه زن مکمل                                     | کری مولیگان                                                                         | نامزدشده  |
| ۶ فوریه ۲۰۱۲    | Evening Standard British Film Awards                    | London Film Museum Award for Technical Achievement         | شان روبیت                                                                           | نامزدشده  |
| ۱۱ فوریه ۲۰۱۲   | جایزه فیلم و تلویزیون ایرلندی                           | بهترین هنرپیشه نقش اول مرد در فیلم بلند                    | مایکل فاسبندر                                                                       | برنده     |
| ۱۲ فوریه ۲۰۱۲   | بفتا                                                    | Outstanding British Film                                   | استیو مک‌کوئین، امیل شرمن، یان کانینگ، اَبی مورگان                                    | نامزدشده  |
| ۱۲ فوریه ۲۰۱۲   | بفتا                                                    | Best Actor in a Leading Role                               | مایکل فاسبندر                                                                       | نامزدشده  |
| ۱۷ فوریه ۲۰۱۲   | Kermode Awards                                          | بهترین هنرپیشه مرد                                         | مایکل فاسبندر                                                                       | برنده     |
| ۲۵ فوریه ۲۰۱۲   | جایزه مستقل اسپریت                                      | Best Foreign Film                                          | امیل شرمن، یان کانینگ                                                               | نامزدشده  |